# Ліга виклику АФК
Не ватро плутати із Кубком виклику АФК, турніром для національних збірних.
Ліга виклику АФК (англ. AFC Challenge League, ACGL) — щорічний міжнародний футбольний турнір, що проводится Азійською конфедерацією футболу (АФК). У турнірі брали участь чемпіони країн, які входили до категорії «країн, що розвиваються» (англ. emerging). Є третім за престижність турніром АФК після Елітної Ліги чемпіонів АФК і Ліги чемпіонів АФК 2 відповідно. З 2005 по 2014 рік носив назву Кубок президента АФК (англ. AFC President's Cup), після чого був скасований. Відновлений у 2024 році під сучасною назвою.

## Формат

Логотип Кубка президента

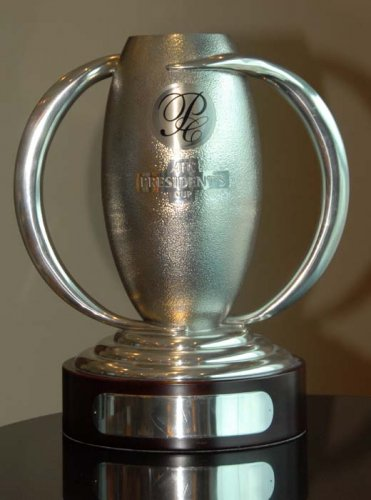
Трофей Кубка президента

Кубок президента АФК був заснований у 2005 році як турнір для найслабших країн-членів АФК. У першому розіграші 2005 року турнірі взяло участь 8 клубів з Бутану, Камбоджі, Киргизії, Непалу, Пакистану, Таджикистану, Тайваню і Шрі-Ланки. Турнір пройшов у Непалі протягом 11 днів. У такому ж форматі пройшли турніри в 2006 року в Малайзії і 2007 року в Пакистані.
У 2008 році в розряд «країн, що розвиваються» були переведені також Туркменістан, Бангладеш і М'янма. Відповідно, кількість команд збільшилась до 11 і турнір був розділений на 2 стадії: попередню, на якій клуби були розбиті на 3 групи, і фінальну, в яку виходять переможці груп і найкраща команда, яка посіла 2-е місце. Групові турніри і фінальна стадія проходили в одній з країн.
У 2011 році у турнірі вперше взяв участь чемпіон Палестини. Число учасників досягло 12 і формат турніру знову був змінений. У попередній стадії учасники були розбиті на 3 групи по 4 команди, а у фінальну стадію виходили по 2 найкращі команди з групи. У фінальній стадії 6 учасників були розбиті на 2 групи, переможці груп виходили у фінал. Групові турніри і фінальна стадія проходили в одній з країн.
У листопаді 2013 року АФК оголосила, що Кубок президента АФК 2014 стане останнім розіграшом турніру і починаючи з 2015 року чемпіони «країн, що розвиваються» отримають право на участь у кваліфікації до Кубку АФК.
Змагання було відновлено у 2024 році під назвою Ліга виклику АФК та отримало оновлений формат.

## Учасники

### Кубок президента АФК
| Країна            | Турніри | Турніри | Турніри | Турніри | Турніри | Турніри | Турніри | Турніри | Турніри | Турніри |
| Країна            | 2005    | 2006    | 2007    | 2008    | 2009    | 2010    | 2011    | 2012    | 2013    | 2014    |
| ----------------- | ------- | ------- | ------- | ------- | ------- | ------- | ------- | ------- | ------- | ------- |
| Бангладеш         |         |         |         | x       | x       | x       | x       | x       | x       | x       |
| Бутан             | x       | x       | x       | x       | x       | x       | x       | x       | x       | x       |
| М'янма            |         |         |         | x       | x       | x       | x       |         |         |         |
| Камбоджа          | x       | x       | x       | x       | x       | x       | x       | x       | x       | x       |
| Філіппіни         |         |         |         |         |         |         |         |         | x       | x       |
| Киргизстан        | x       | x       | x       | x       | x       | x       | x       | x       | x       |         |
| Монголія          |         |         |         |         |         |         |         | x       | x       | x       |
| Непал             | x       | x       | x       | x       | x       | x       | x       | x       | x       | x       |
| Північна Корея    |         |         |         |         |         |         |         |         |         | x       |
| Пакистан          | x       | x       | x       | x       | x       | x       | x       | x       | x       | x       |
| Палестина         |         |         |         |         |         |         | x       | x       | x       |         |
| Шрі-Ланка         | x       | x       | x       | x       | x       | x       | x       | x       | x       | x       |
| Китайський Тайбей | x       | x       | x       | x       | x       | x       | x       | x       | x       | x       |
| Таджикистан       | x       | x       | x       | x       | x       | x       | x       | x       |         |         |
| Туркменістан      |         |         |         | x       | x       | x       | x       | x       | x       | x       |
| Всього команд     | 8       | 8       | 8       | 11      | 11      | 11      | 12      | 12      | 12      | 11      |

Легенда:
- x = клуб з країни брав участь у змаганні
- золота клітинка = клуб з країни виграв змагання
- срібна клітинка = клуб з країни став фіналістом змагання
- бронзова клітинка = клуб з країни став півфіналістом змагання (з 2011 року півфінали не проводились)
- червона рамка = клуби з країни стали брати участь у Кубку АФК

## Фінали

### Кубок президента АФК
| Сезон       | Переможець                     | Рахунок      | Фіналіст                              | Стадіон                      |
| ----------- | ------------------------------ | ------------ | ------------------------------------- | ---------------------------- |
| 2005 Деталі | Регар-ТадАЗ (Турсунзаде)       | 3:0          | Дордой-Динамо (Нарин)                 | Дасаратх Рангасала, Катманду |
| 2006 Деталі | Дордой-Динамо (Нарин)          | 2:1 (дч)     | Вахш (Курган-Тюбе)                    | Саравак, Кучинг              |
| 2007 Деталі | Дордой-Динамо (Нарин)          | 2:1          | Махендра (Катманду)                   | Пенджаб, Лахор               |
| 2008 Деталі | Регар-ТадАЗ (Турсунзаде)       | 1:1 (п. 4:3) | Дордой-Динамо (Нарин)                 | Спартак, Бішкек              |
| 2009 Деталі | Регар-ТадАЗ (Турсунзаде)       | 2:0          | Дордой-Динамо (Нарин)                 | Металург, Турсунзаде         |
| 2010 Деталі | Яданабон (Мандалай)            | 1:0 (дч)     | Дордой (Бішкек)                       | Тувунна, Янгон               |
| 2011 Деталі | Тайвань Пауер Компані (Гаосюн) | 3:2          | Пномпень Краун (Пномпень)             | Національний, Гаосюн         |
| 2012 Деталі | Істіклол (Душанбе)             | 2:1          | Марказ Шабаб Аль-Амарі (Рамалла)      | Центральний, Душанбе         |
| 2013 Деталі | Балкан (Балканабат)            | 1:0          | «Хан Рісерч Лабораторіз» (Равалпінді) | Ханг Джебат, Крубонг         |
| 2014 Деталі | МТТУ (Ашгабат)                 | 2:1          | «Рімьонсу» (Сарівон)                  | Сугатадаса, Коломбо          |

### Ліга виклику АФК
| Сезон   | Переможець | Рахунок | Фіналіст  | Стадіон            | Глядачів | Прим. |
| ------- | ---------- | ------- | --------- | ------------------ | -------- | ----- |
| 2024/25 | Аркадаг    | 2–1     | Свайрієнг | Пномпень, Камбоджа | 51 610   | [ 4 ] |

## Переможці і фіналісти

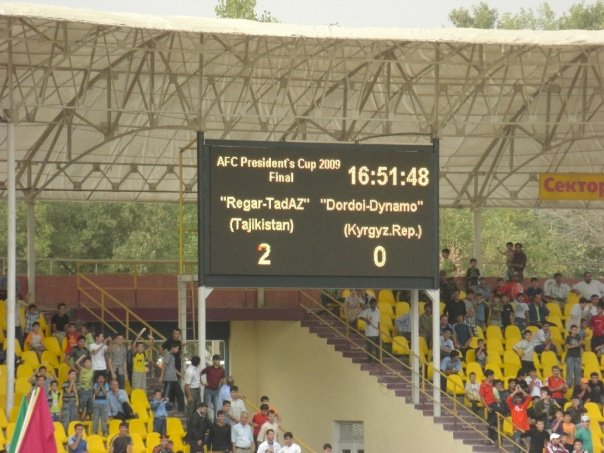
Табло стадіону після фінального матчу 2009 року.

### По клубах
| Клуб                             | П | Ф | Роки фіналів                       |
| -------------------------------- | - | - | ---------------------------------- |
| Регар-ТадАЗ (Турсунзаде)         | 3 |   | 2005, 2008, 2009                   |
| Дордой (Бішкек)                  | 2 | 4 | 2005, 2006, 2007, 2008, 2009, 2010 |
| Яданабон (Мандалай)              | 1 |   | 2010                               |
| Тайвань Пауер Компані (Гаосюн)   | 1 |   | 2011                               |
| Істіклол (Душанбе)               | 1 |   | 2012                               |
| Балкан (Балканабат)              | 1 |   | 2013                               |
| МТТУ (Ашгабад)                   | 1 |   | 2014                               |
| Аркадаг (Аркадаг)                | 1 |   | 2024/25                            |
| Вахш (Курган-Тюбе)               |   | 1 | 2006                               |
| Махендра (Катманду)              |   | 1 | 2007                               |
| Пномпень Краун (Пномпень)        |   | 1 | 2011                               |
| Марказ Шабаб Аль-Амарі (Рамалла) |   | 1 | 2012                               |
| КРЛ (Равалпінді)                 |   | 1 | 2013                               |
| «Рімьонсу» (Сарівон)             |   | 1 | 2014                               |
| Свайрієнг (Свайрієнг)            |   | 1 | 2024/25                            |

### По країнах
| Країна            | П | Ф |
| ----------------- | - | - |
| Таджикистан       | 4 | 1 |
| Туркменістан      | 2 |   |
| Киргизстан        | 2 | 4 |
| М'янма            | 1 |   |
| Китайський Тайбей | 1 |   |
| Камбоджа          |   | 2 |
| Непал             |   | 1 |
| Пакистан          |   | 1 |
| Палестина         |   | 1 |
| Північна Корея    |   | 1 |